# テクテクテクテク
『テクテクテクテク』はドワンゴより配信されていたスマートフォン向けRPG、位置情報ゲームアプリ。
本項では後継作品として2020年にリリースされた『テクテクライフ』についても記す。

## 概要
中村光一と麻野一哉が開発に携わり、RPGと位置情報ゲームと塗り絵を組み合わせたスマートフォン向けゲーム。ジャンルは「地図塗りRPG」。スマートフォンを持って移動しながら、ゲーム画面上に表示された地図をタッチ操作で塗りつぶしていく。キャッチフレーズは「一生歩けるRPG」。
対応プラットフォームはAndroid、iOS。2018年11月29日、配信開始。2019年6月17日、サービスを終了。終了直後、後継作品の発売を目指すと発表しており、後に「テクテクライフ」として配信された。

## ゲーム概要
主に「街区ぬり」と「RPG」の2つの要素から成っていた。

### 街区塗り
ゲーム画面上にはプレイヤーの現在地に応じた日本地図が表示されている。
この地図は「街区」ごとに区切られており、プレイヤーを中心に表示されているサークルが街区に触れると街区が光り、塗れるようになる。(この状態を「塗り予約」と呼ぶ)

塗り予約状態になった街区をタッチすると塗りが行われ、ゴールドやアイテム、プレイヤーランクの経験値を入手することができる。

プレイヤーランクを上げることでゲーム内の機能の開放と、サークル半径の増加、ボスモンスターの出現が起こる。

街区の上位には「字」が存在し、字を100%塗りつぶすとそれ以降追加でログインボーナスを得ることができる。

字以降は「市区町村」単位、「都道府県」単位、「日本列島」単位で塗りつぶし率が記録されており、日本列島を塗り尽くすことが最終的なプレイヤーの目標となる。

### RPG
ゲーム画面上の日本地図上には敵となるモンスターが徘徊しており、これをタップするとバトルに突入する。

バトルに勝利するとプレイヤーレベルの経験値が入手でき、レベルを上げることで攻撃力などのステータスが上昇する。

他に入手したアイテムを合成して別のアイテムに変換する「アイテムドリップ」、アイテム「モン素」を合成してモンスターを仲間にする「モンスタードリップ」の機能が存在する。

また、日本地図上には通常のモンスターの他に超巨大なモンスターが徘徊している。こちらはコラボレーションによって「小林幸子」、「第4の使徒」、「ゴジラ」といったモンスターとのバトル及びAR機能を使用した撮影を行うことができる。

## テクテクライフ
テクテクテクテクの後継作品の位置情報ゲーム。iOS/Androidで2020年7月15日よりクローズドβテスト開始。2020年10月1日より正式版の配信が開始された。
前作のサービス終了後に田村、麻野両人が立ち上げたテクテクライフ株式会社からのリリースになっている。

2022年2月1日にはジー・モードと共同でスゴ得コンテンツ向け(Android端末のみ)に「テクテクライフ forスゴ得」がリリースされた。

### 「テクテクテクテク」との違い[10]
- RPGの要素を撤廃し、地図塗りの要素がゲームの主軸となった。
- アプリをバックグラウンド動作させた際の予約ぬり機能が後述のディスカバリータイム発動時限定となった。
- 「看板」「スタンプラリー」の追加。
  - 「看板」はゲーム内の任意の地点に仮想の看板を立てる事ができる。タイトル、プレイヤーが撮影した画像データ、詳細文の設定が可能。
  - 「スタンプラリー」は文字通り電子スタンプラリーになっており、この機能を活用してコラボイベント等が開催されている。
- 「かさねぬり」の追加。
  - 一度塗った地点に対してもう一度塗ることを可能とする機能。
- 「街区ガチャ」の追加。
  - 日本全国の全街区から等確率で1街区がランダムにとなりぬりされる機能。
- 「ディスカバリータイム」「ディスカバリーコース」の追加
  - 共に有料コンテンツであり[11]、ディスカバリータイムは3時間もしくは9時間、ディスカバリーコースは1ヶ月間、以下の機能が有効になる。
    - サークルの半径が2倍になる
    - 字及び市区町村、都道府県を100%塗った際に獲得できるTTPが1.5倍になる。
    - 字のぬり率が80%を超えていると、ぬり残した街区が強調表示される。
    - アプリがバックグラウンド動作中や本体がスリープ中でも予約ぬりが行われる。
- 「予約一括ぬり」の追加
  - 有料コンテンツであり、購入すると予約ぬり状態の街区が1000街区、5000街区、10000街区一括で塗られる。
- 運営側の判断により、一般人の到達が困難な一部地域が塗りの対象から除外(塗った状態として扱われる)されるようになった。[12]

なお、前作サービス終了時の告知通り「テクテクテクテク」での地図塗りデータを引き継ぐことが可能になっている。